# Convento de Santa María Magdalena de Cuitzeo
El convento de Santa María Magdalena de Cuitzeo es un antiguo convento agustino de estilo plateresco que data del siglo XVI, ubicado en la población de Cuitzeo, en el estado de Michoacán, México.
El convento de Cuitzeo fue el quinto fundado por la orden agustina en la antigua provincia de Michoacán. Y hoy en día es uno de los testimonios mejor conservados en el país de la arquitectura religiosa de los primeros años del virreinato de Nueva España. El inmueble al tener su origen en un pueblo de misión forma parte de las antiguas misiones conventuales de Michoacán. Los agustinos titularon el recinto conventual de Cuitzeo en dedicación a “Santa María Magdalena”.

## Historia

### Antecedentes y contexto
Cuitzeo en la época prehispánica fue uno de los asentamientos del pueblo purépecha que se establecieron en la ribera del lago de Cuitzeo, hoy en día se conserva en las cercanías la zona arqueológica de “Tres Cerritos” uno de los yacimientos arqueológicos de Michoacán.
En 1528 durante la época de la Conquista de México, Cuitzeo fue un territorio otorgado en encomienda a Gonzalo López. Como parte de la colonización española en el país la religión jugó un papel importante mediante la Evangelización en la Nueva España. A diversas órdenes religiosas se les encomendó evangelizar en territorios asignados, como lo fueron a las órdenes mendicantes de los dominicos, franciscanos y agustinos.
En ese entonces la población de Cuitzeo en su administración eclesiástica pertenecía a la parroquia de Puruándiro pero era tan vasto su territorio que no se alcanzaba a brindar servicio, por lo que el convento de Yuriria (en el actual estado de Guanajuato), perteneciente a la orden agustina, se brindó la evangelización a Cuitzeo.   
En 1549 la orden de San Agustín, en la Nueva España llevó a cabo un capítulo Provincial donde se acordó establecer un convento en Cuitzeo. Se encomendó fundarlo a fray Francisco de Villafuerte quien en ese entonces se desempeñaba como prior de Tacámbaro.

### Construcción
En 1550 se inició la construcción del “Convento de Santa María Magdalena” de Cuitzeo por los misioneros agustinos fray Francisco de Villafuerte, a quien se nombró primer prior del convento de Cuitzeo, y fray Miguel de Alvarado. El conjunto conventual formaría parte esencial del pueblo de misión de Cuitzeo donde además se trazaron calles y delimitaron barrios, y se construyeron una escuela y un hospital. 
La colocación y bendición de la primera piedra del convento fue el 1 de noviembre de 1550, y es la fecha que actualmente se conmemora como la fundación de la población de Cuitzeo.

### El convento en lossigloXVIIal XX
El convento de Cuitzeo iniciado en el siglo XVI fue concluido completamente en los primeros años del siglo XVII. Originalmente el convento de Cuitzeo solo contaba con una sola planta en su claustro, al igual que el del convento de Yuriria, pero más tarde se le agregó el segundo nivel del claustro. Asimismo el portal de peregrinos en la fachada frontal del convento, se colocó en fecha posterior a la terminación de la construcción. 
En 1602 la orden agustina en la Nueva España decidió dividirse territorialmente para su administración en dos provincias, siendo la “Provincia del Santísimo Nombre de Jesús” con sede en el centro del país y la nueva “Provincia Agustiniana de San Nicolás de Tolentino de Michoacán” con territorio que comprendía los actuales estados de Michoacán y Guanajuato, hasta Zacatecas.
La gran espaciosidad e importancia que cobró el convento de Cuitzeo permitió que en él se celebraran la mayor parte de los Capítulos Provinciales de la orden agustina de la Provincia de San Nicolás de Tolentino.
En el siglo XIX, en la época de la Segunda intervención francesa en México, durante el gobierno de Maximiliano de Habsburgo (1864-1867), en Michoacán el convento de Cuitzeo sirvió como cuartel del ejército imperialista. El 7 de abril de 1865 el ejército republicano encabezado por el General Nicolás Régules hizo su entrada a la población, tomando el convento de Cuitzeo. Hoy en día hay una placa en el convento que recuerda el hecho.
A finales del siglo XIX el convento de Cuitzeo fue uno de los bienes de la iglesia intervenidos por el gobierno federal.
En el siglo XX el convento entró en decadencia teniendo diversos usos, en 1965 el gobierno federal a través del Instituto Nacional de Antropología e Historia (INAH) lo abrió al público. En 1972 se hicieron reparaciones menores en algunas áreas del inmueble. En 1974 en coordinación con el gobierno de Michoacán se estableció un pequeño museo en algunas de sus salas sobre grabados y litografías. 
Para el año 2004 el convento presentaba la pérdida de muchos de sus murales. Así como cuarteaduras y humedad. Sin embargo la estructura arquitectónica en su mayor parte se conservaba en pie y en buen estado.

### Restauración y actualidad
- Restauración

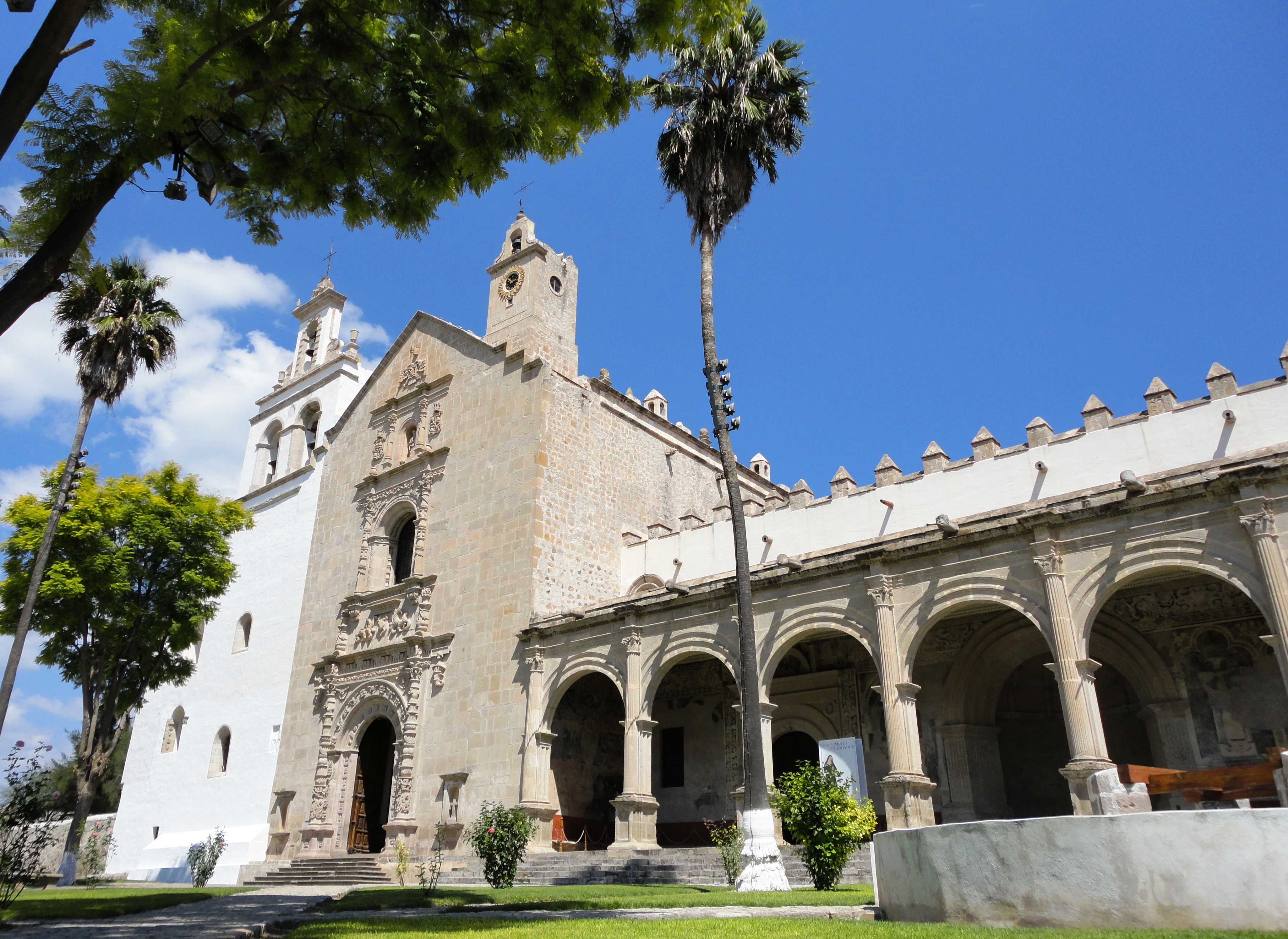
El convento restaurado

En octubre del 2004 se iniciaron los trabajos de restauración del antiguo convento de Cuitzeo donde participaron de manera conjunta el gobierno federal, a través del Instituto Nacional de Antropología e Historia (INAH), el gobierno de Michoacán a través de la Secretaría de Turismo (Sectur) presidida por el secretario de turismo Genovevo Figueroa Zamudio, y la asociación civil Adopte una Obra de Arte presidida en Morelia por el conde Philippe de Reiset. Asimismo la restauración también formó parte del programa “Pueblos Mágicos” de la Secretaría de Turismo (México), ya que Cuitzeo fue declarado pueblo mágico el año 2006. 
En febrero del 2009 se consideró  concluida la restauración del inmueble. En cuatro años se invirtieron 28 millones de pesos, durante seis etapas de restauración.
Actualmente el ex convento funciona como “Museo de la Estampa” en algunas de sus salas, además de albergar una biblioteca con volúmenes antiguos del Fondo Conventual, y una biblioteca donada por la especialista de arte Elisa Vargaslugo.
Existe el proyecto de convertir el recinto en un museo de carácter nacional para exhibir la cultura de Chupícuaro, ya que en la región se han detectado vestigios de esa cultura que datan del periodo 300 al 350 d. C.
- Eventos

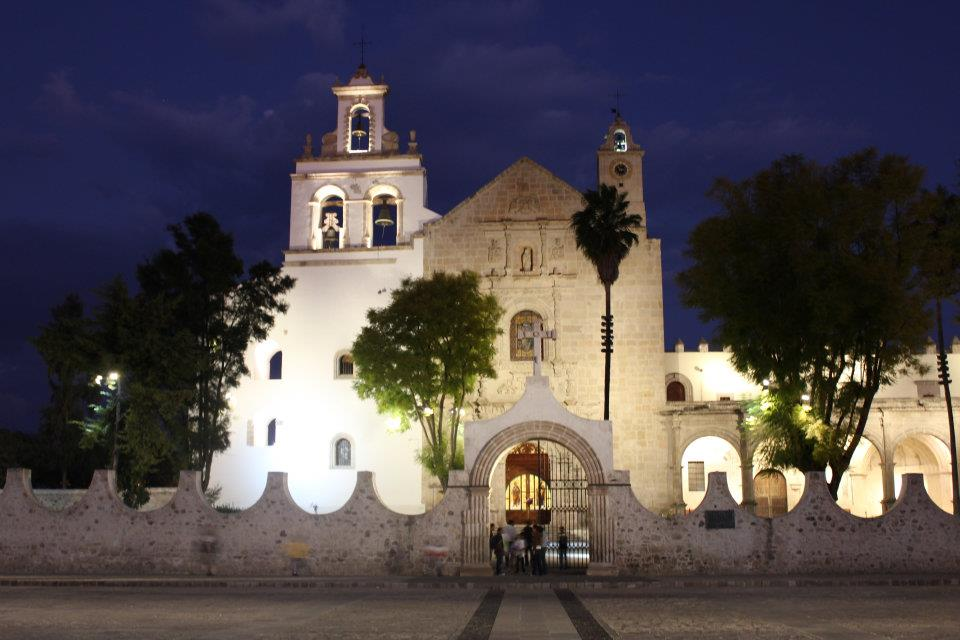
El convento iluminado

El 13 de noviembre de 2006 visitó el antiguo convento de Cuitzeo el secretario de Turismo Federal Rodolfo Elizondo Torres para oficializar en un evento la entrada de la población de Cuitzeo en el programa federal de pueblos mágicos.
El 2 de julio de 2008 visitó el ex convento de Cuitzeo el presidente de México Felipe Calderón Hinojosa para la presentación del Programa de Desarrollo Regional “Ruta de Don Vasco de Quiroga” el cual es un corredor cultural-turístico donde el ex convento de Cuitzeo es parte esencial del patrimonio histórico de la ruta.
El 29 de septiembre de 2008 visitaron el antiguo convento de Cuitzeo los príncipes de Asturias Felipe de Borbón y Letizia Ortiz acompañados por el presidente de México Felipe Calderón Hinojosa y el gobernador de Michoacán Leonel Godoy Rangel, donde recorrieron el inmueble restaurado y conocieron el programa de la Ruta de Don Vasco entre otras actividades.
Desde el 2008 el templo del convento es una de las sedes foráneas del Festival Internacional de Música de Morelia y del Festival Internacional de Órgano de Morelia.

### Simbolismo de Santa María Magdalena
Los agustinos titularon el convento en dedicación a “Santa María Magdalena” personaje bíblico símbolo de conversión y que en el siglo XVI fue una figura religiosa muy empleada en la evangelización. 
En el convento de Cuitzeo está representada su imagen en una escultura de cantera ubicada en el nicho de la fachada del templo conventual donde se observa sosteniendo una vasija de aceite, símbolo iconográfico que la representa ya que según la tradición la santa limpio a Cristo con aceite. Asimismo Santa María Magdalena también se encuentra incorporada en murales en el interior del convento donde se observa la santa a los pies de Cristo crucificado, en oración en una cueva, y sosteniendo la vasija de aceite.
Sobre el símbolo de la vasija con que es representada, una tradición en otro sentido narra que María Magdalena fue la guardiana del corazón sagrado de Cristo después de su crucifixión. Mientras que otras leyendas la relacionan como la poseedora del Santo Grial.

## Descripción arquitectónica
- Emplazamiento

La población donde se levanta el ex convento de Cuitzeo se sitúa en una península natural en las inmediaciones del lago de Cuitzeo. El ex convento se encuentra inmerso dentro de la población ya que su ubicación sirvió para la delimitación y trazado de Cuitzeo en la época colonial. La fachada frontal del conjunto conventual mira al poniente. Actualmente los terrenos del ex convento que iban más allá del conjunto arquitectónico ya no forman parte del mismo, debido a que su atrio frontal que llegaba hasta el antiguo camino real hoy calle principal de Cuitzeo fue segmentado en lo que es la actual plaza ajardinada y una explanada. Asimismo los grandes terrenos que fueron las antiguas huertas en su parte posterior fueron fraccionados para la edificación de viviendas, actualmente se conserva un modesto perímetro de jardines en torno al conjunto.
- Diseño y estilo arquitectónico

El ex convento de Cuitzeo presenta el estilo arquitectónico plateresco (conocido también en España como gótico isabelino) surgido del Renacimiento español y que desarrollaron las órdenes mendicantes en sus construcciones durante la evangelización en la Nueva España en el siglo XVI. El ex convento al presentar el estilo plateresco exhibe elementos del gótico flamígero como lo son almenas, pináculos y algunas ventanas de arco conopial.
El conjunto conventual de Cuitzeo está integrado por un atrio,  templo, y lo que es propiamente el edificio del convento, el cual está conformado en su fachada por un portal de peregrinos y una capilla abierta o capilla de indios; en su interior por un gran claustro cuadrangular con dos plantas donde en su alrededor están distribuidos los espacios y habitaciones; así como un patio secundario, anexos y jardines.
El inmueble está edificado en piedra de cantera de tono claro extraída del “cerro Manuna” ubicado al poniente de la península de Cuitzeo.

### El templo conventual

#### El exterior
- Fachada

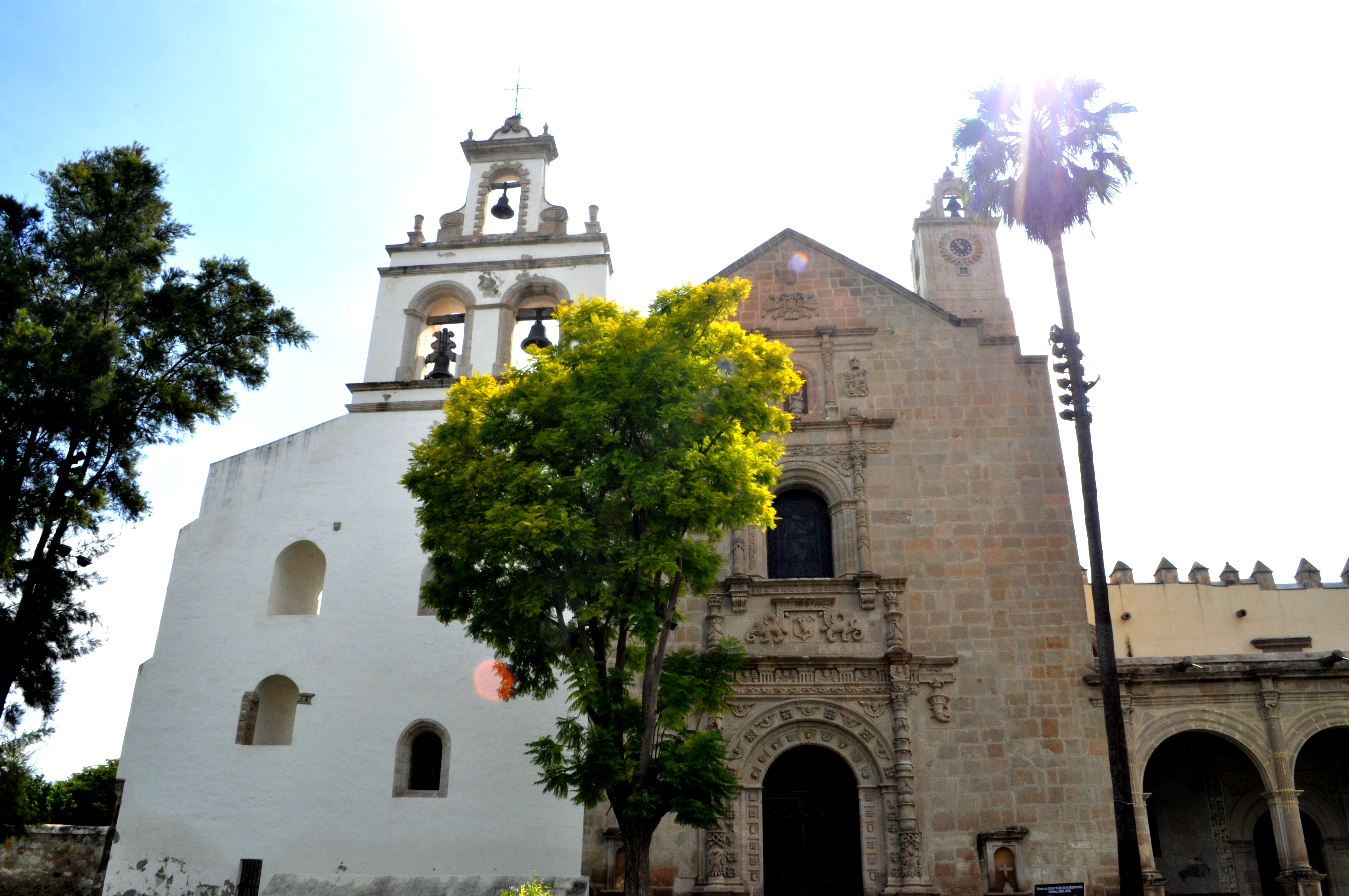
Vista de la fachada de la iglesia conventual

Presenta una fachada sobria caracterizada por sus muros de piedra planos teniendo en su parte central de manera vertical los siguientes elementos: en el primer nivel se ubica la puerta de acceso conformada por un arco de medio punto, enmarcado por pilares adosados estando todo decorado con molduras y figuras de corazones y querubines. En su parte superior se ubica un panel con un cartel donde se encuentra tallada una frase en latín y sobre de ello, el símbolo agustino del corazón atravesado por una flecha, alternado por molduras y figuras vegetales. 
En el segundo nivel se encuentra un ventanal con arco de medio punto que ilumina en el interior el área del coro. La ventana ostenta un vitral. Asimismo el ventanal está enmarcado por columnas adosadas y decorado con diversas molduras vegetales. En su parte superior se ubica otro cartel tallado con una frase en latín.
En el tercer nivel se ubica un pequeño nicho con arco de medio punto que resguarda una escultura en cantera que representa a Santa María Magdalena. El nicho está alternado por pilares adosados, y a su vez por dos tallas del Escudos heráldico de Cuitzeo, el cual presenta las figuras de tinajas o jarrones ya que la palabra Cuitzeo proviene de las palabras purépechas “cuis” tinaja e “itzi” agua que significan “lugar de tinajas de agua” además de los símbolos de pelicanos que se alimentan de peces haciendo referencia propiamente al Lago de Cuitzeo.
En la parte superior del nicho se ubica la talla en relieve de un águila bicéfala que hace referencia a la monarquía española de la Casa de Austria o Habsburgo. Sobre del águila se ubican los símbolos de un báculo y mitra. Toda la fachada es rematada por un triángulo a manera de frontón.
- Campanarios

Mirando de frente al templo, en la esquina superior derecha de la fachada se ubica una pequeña torrecilla de campanario colocado en etapa posterior a la construcción, en donde se abre espacio para un reloj.
Del lado izquierdo del templo (o lado norte) se ubica una gruesa torre de campanario en forma de espadaña de estilo barroco construido en el siglo XVII. La torre en su primer nivel presenta un cuerpo cuadrangular, y un ancho contrafuerte; en la parte frontal exterior la torre presenta paredes lisas en donde se abren dos ventanas con arco de medio punto. En su segundo nivel se ubica propiamente el campanario con dos arcos de medio punto que sostiene campanas de bronce al igual que otro arco en su parte superior, estando finalmente la espadaña rematada por una cruz de hierro.

#### El interior

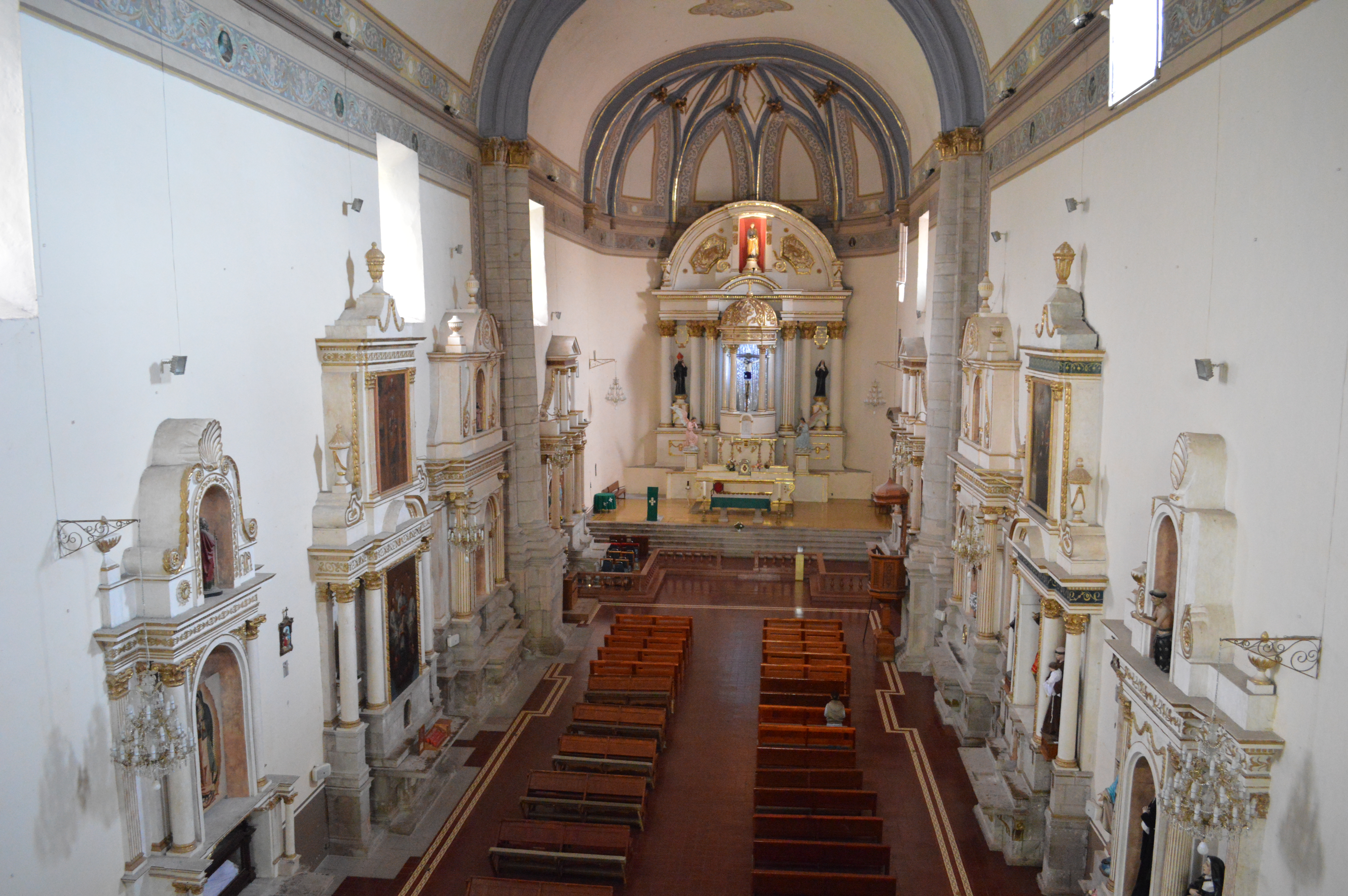
Interior de la iglesia de nave única

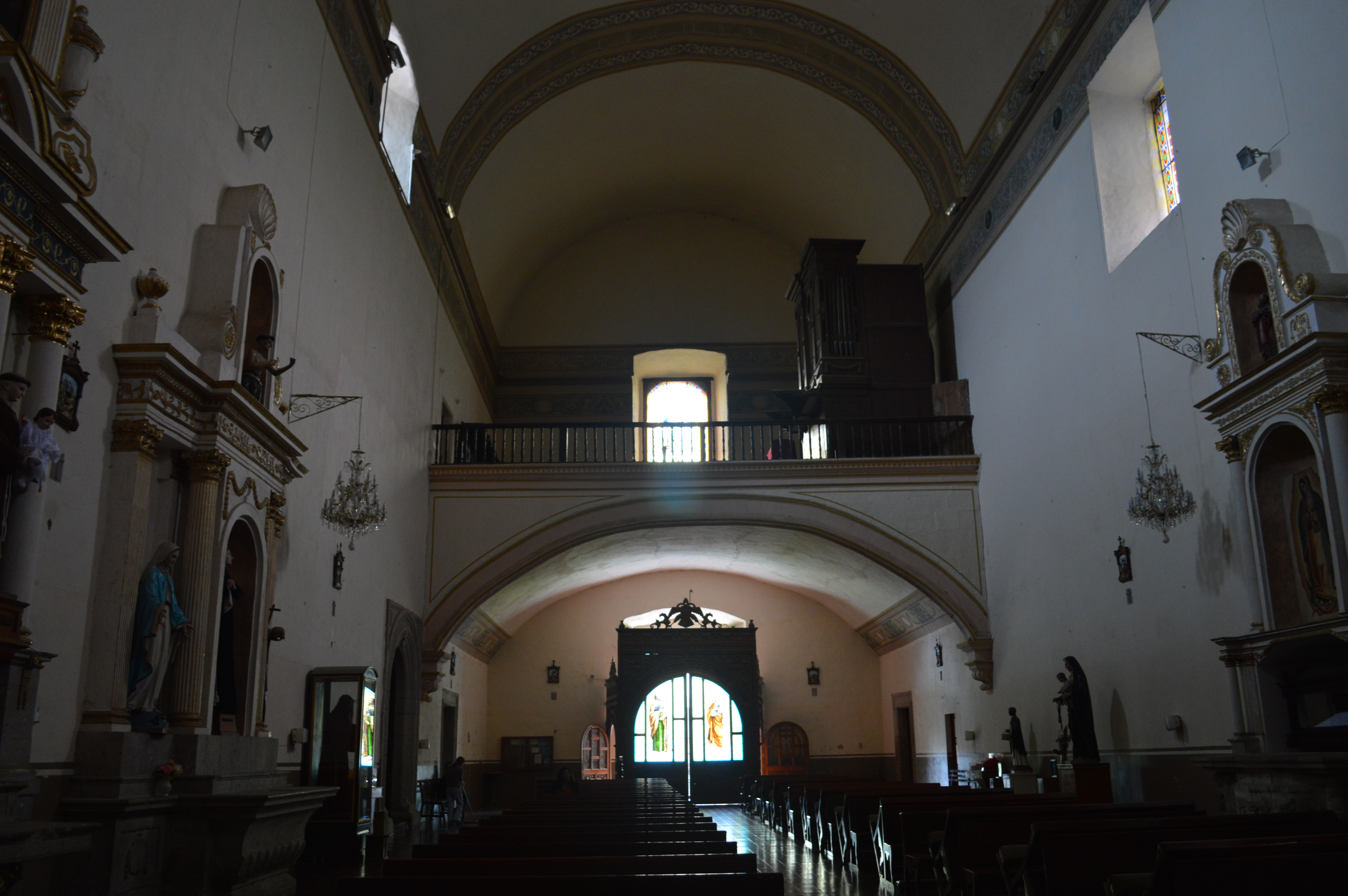
Tribuna sobre la entrada

El templo está conformado por una sola nave con bóveda de cañón y en su parte posterior su ábside es de forma semicircular.
En el acceso al templo se ubica un cancel de madera con vitral en forma de arco en su parte central donde se encuentran representados San Pedro y San Pablo.
Sobre este espacio se ubica el área del coro que es iluminada por la ventana de la fachada misma que contiene un vitral que representa a Santa María Magdalena limpiando los pies de Jesús.
En el área del coro se ubica una sillería del coro donde anteriormente se situaban los frailes durante los oficios religiosos. Esta sillería presenta diseño barroco y fue mandada realizar por fray Francisco de Cantillana en 1689. Asimismo en este espacio se encuentra un órgano de fuelle de estilo barroco que data de 1750, el cual es uno de los órganos antiguos que se conservan en Michoacán. 
En las paredes de la nave del templo se ubican altares de cantera tipo retablo de estilo neoclásico, que fueron colocados en el siglo XIX durante una renovación del recinto (hecho que ocurrió también en muchos templos de Michoacán y el país en esa época). Algunos de los altares conservan pinturas al óleo que datan del siglo XVIII, como lo es una pintura que representa a san Miguel Arcángel. En el presbiterio el altar mayor, también de estilo neoclásico, presenta en su parte central un camarín u hornacina donde se resguarda una antigua imagen de la virgen de “Nuestra Señora del Socorro” patrona de la orden agustina, la cual se encuentra en actitud sedente (entronizada) a diferencia de otras imágenes de la provincia agustina.

### El convento

#### El exterior
- Atrio

El actual atrio del ex convento está conformado por una explanada rectangular ajardinada, que está delimitada por una barda de piedra de gruesos muros rematada con arcos invertidos. En el atrio se ubica un antiguo pozo de agua a manera de aljibe que era alimentado por los escurrimientos pluviales. Actualmente no se conservan los terrenos de las huertas del convento, sin embargo el conjunto se encuentra rodeado de jardines.
- Fachadas del convento

La fachada principal del convento presenta dos niveles, en su primer nivel se ubica el “portal de peregrinos” el cual es un amplio pórtico de un nivel en forma rectangular, sostenido en su parte frontal por seis arcos de medio punto con columnas adosadas de capitel corintio, presenta techo de viguería. En este espacio de un lado del muro se ubica el acceso principal al recinto el cual está enmarcado por un arco de medio punto decorado con molduras y tallas. 
Asimismo en la parte central del muro del portal se encuentra una capilla abierta o también llamada capilla de indios, la cual era el espacio donde en un principio se ofrecía los oficios religiosos a la población que se situaba al aire libre en la explanada del atrio. La capilla abierta está conformada por un área a manera de ábside semicircular techada con media bóveda de crucería, estando enmarcada con un arco de medio punto. En los muros del portal de peregrinos se conservan antiguos murales al fresco realizados en la técnica de grisalla los cuales presentan temática bíblica, y de santos agustinos, mirando de frente al portal el muro izquierdo (o lado norte) presenta un mural sobre el Juicio Final.
Por otra parte en el segundo nivel de la fachada, sobre el muro se abren espacio para ventanas con arcos conopiales, estando rematada la fachada por almenas que le dan aspecto de fortaleza. Asimismo las fachadas laterales y posterior del inmueble que miran a los jardines en general presentan de igual manera ventanas con arcos conopiales y están rematadas por almenas, en algunas partes presentan arcos de contrafuertes, así como modestos pórticos de arquería que fueron colocados en etapa posterior a la construcción original.

#### El interior
- Claustro

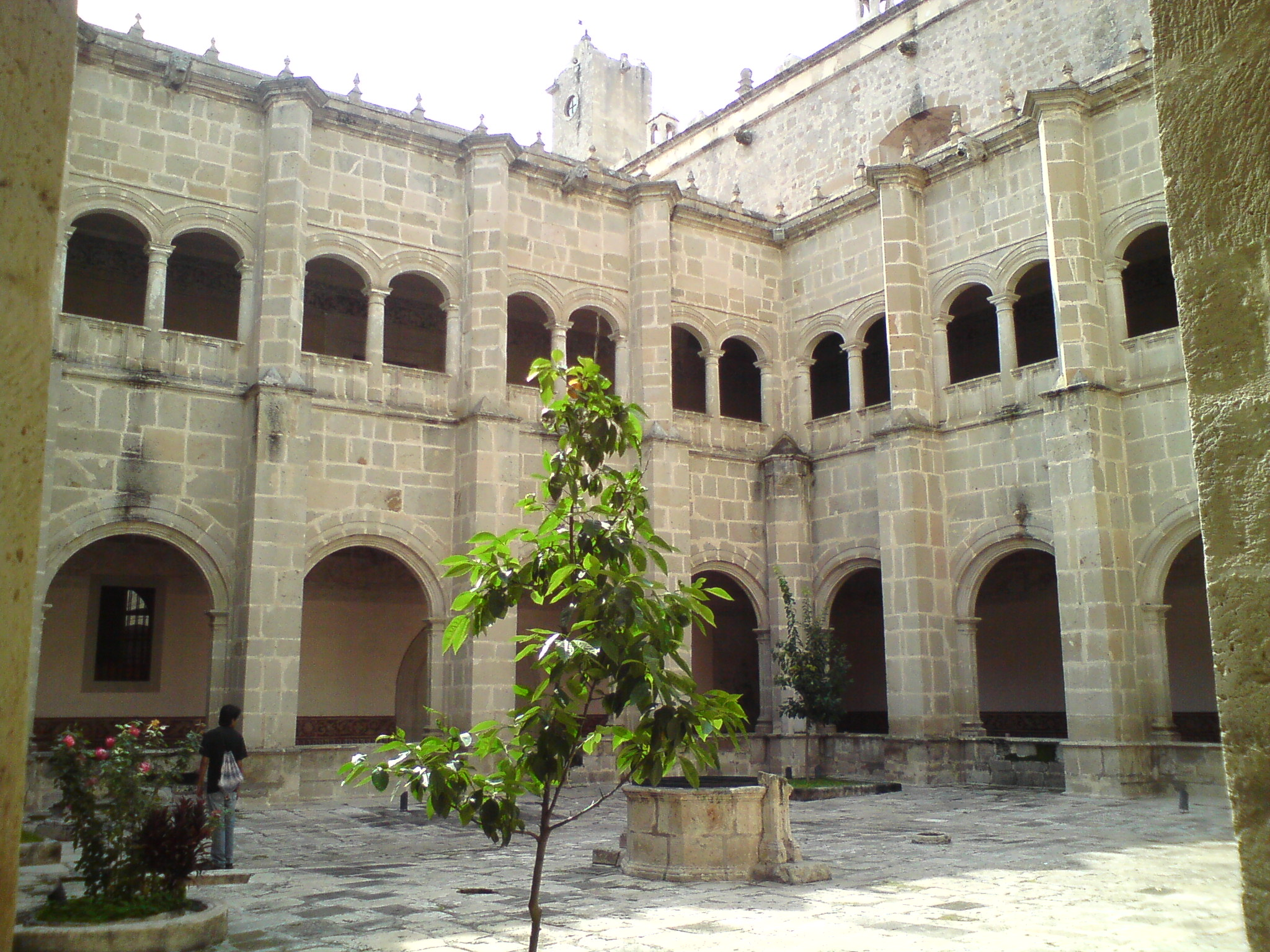
Vista del claustro

El interior está conformado en su parte principal por un gran claustro cuadrangular de dos niveles, el cual se encuentra rodeado por corredores. El claustro en su primer nivel está conformado por 5 arcos de medio punto en cada uno de sus lados, alternados por gruesos contrafuertes. En su segundo nivel el claustro está conformado por un par de arcos de tres puntos sobre cada arco del primer nivel, siendo un total de 10 arcos de cada lado del claustro. Asimismo cada par de arcos también están alternados por contrafuertes que vienen del primer nivel. 
En la parte superior del claustro se ubican gárgolas de cantera tallada con temática de figuras antropomorfas y zoomorfas todas de diseño diferente, entre las que sobresalen ángeles y dragones. Los muros del claustro son rematados por esbeltos pináculos también en cantera. 
Los corredores del claustro tanto en su planta baja como alta presentan bóveda de cañón y en sus esquinas bóveda de nervaduras. Todos los pisos de la planta baja del convento lucen piso de cantera y los de la planta alta piso de losa de barro que se sostiene en la mayoría de los casos por los techos de viguería de madera. 
El patio del claustro es una explanada en cantera de forma cuadrangular, ahí se ubica un pozo de agua conformado por un gran aljibe que es alimentado por los escurrimientos pluviales de los techos del convento y nave del templo, a través de las gárgolas de los muros del claustro.
- Espacios interiores

El convento de Cuitzeo presenta todos los espacios propios de los conventos de religiosos. En su planta baja se encuentran salas de uso común como refectorio o comedor, cocina, biblioteca, sacristía, entre otros.
En la planta alta se ubica la sala capitular o sala de reunión donde los religiosos se congregaban para celebrar el capítulo. Así como sala de profundis, celdas o dormitorios, sanitarios o comunes, ambulatorio donde al fondo de esta sala se ubica la puerta de acceso al coro del templo.
La escalera para ingresar al segundo nivel del inmueble está conformada por el espacio conocido como el “cubo de la escalera” el cual presenta techo de bóveda de nervaduras. 
En la parte posterior del claustro se encuentra un patio secundario de menor tamaño, donde se encuentran una hilera de esbeltos arcos de medio punto que conformaban un portal.
- Murales

El convento de Cuitzeo conserva murales que datan del siglo XVII, XVIII y XIX, realizados al fresco en su mayoría en la técnica de grisalla, aunque algunos en otros colores como en tono rojizo.
Los muros de los corredores del claustro están decorados con murales a manera de guardapolvos en su parte inferior y cenefas en su parte superior. En algunas áreas de los corredores de la planta baja se encuentran representadas escenas de la Pasión de Cristo y en la planta alta pasajes de la vida de la Virgen María.
La Sala capitular está decorada con imágenes que representan la Última Cena, el Patronato Agustino, así como a san Agustín y a santa Mónica.
- Fondo conventual y biblioteca especializada

El ex convento de Cuitzeo resguarda un importante Fondo conventual que es una referencia histórica de la antigua Provincia de Michoacán en la etapa colonial. 
Destacan 358 manuscritos agustinos del siglo XVI donde se narra la administración eclesiástica en la jurisdicción del ex convento. Los documentos son una referencia muy completa para conocer cómo era la vida en el siglo XVI ya que se encuentran registros que brindan datos económicos, de población, sociales, registros de bautizos, habitantes, inventarios de tierras y agua entre otros. 
Asimismo se conservan 1057 libros de diversos temas que corresponden en su mayor parte al siglo XIX, así como 3 libros de teología del siglo XVI que sobresalen por ser de los primeros libros impresos en la antigua Valladolid hoy Morelia.

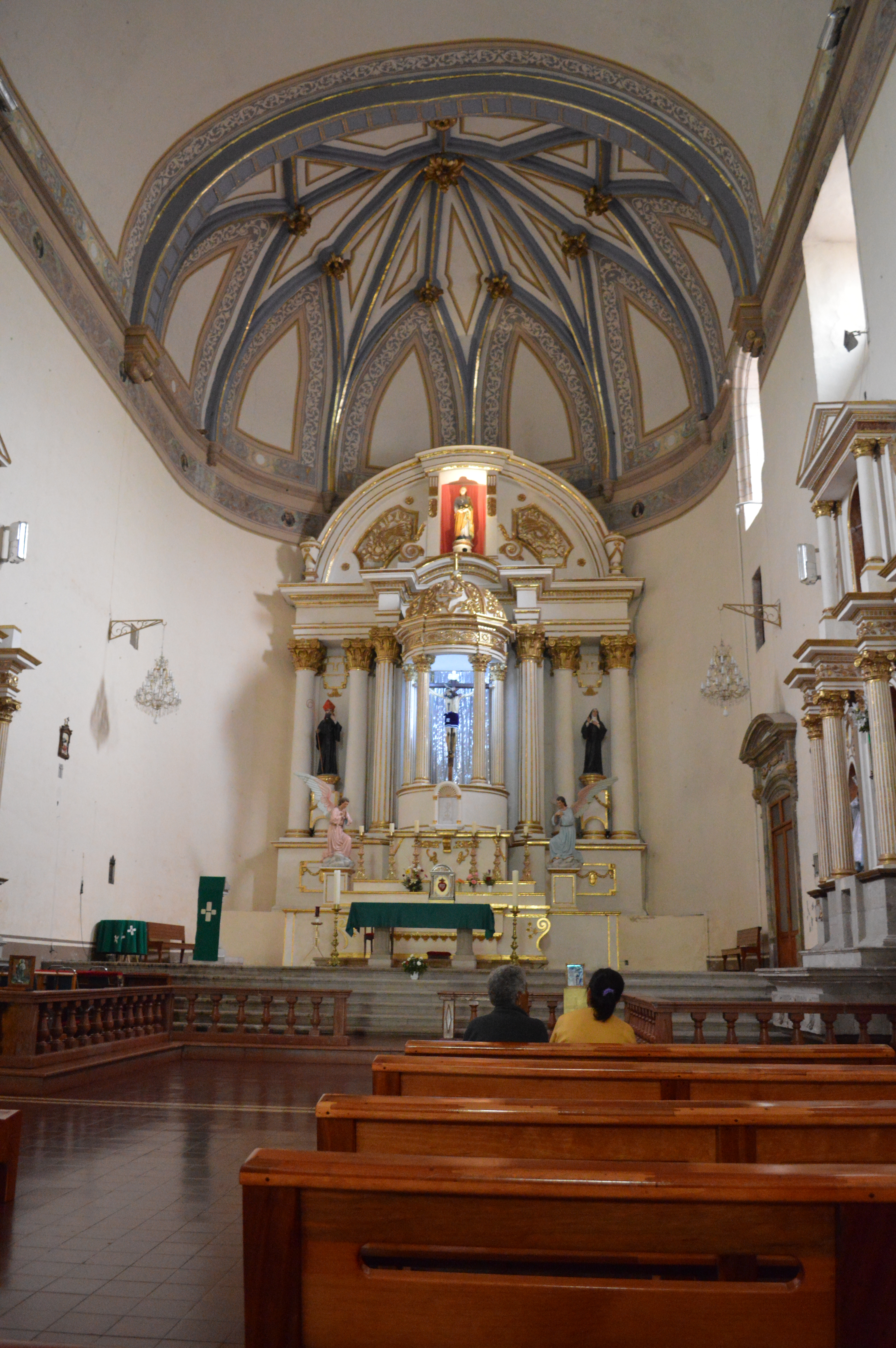
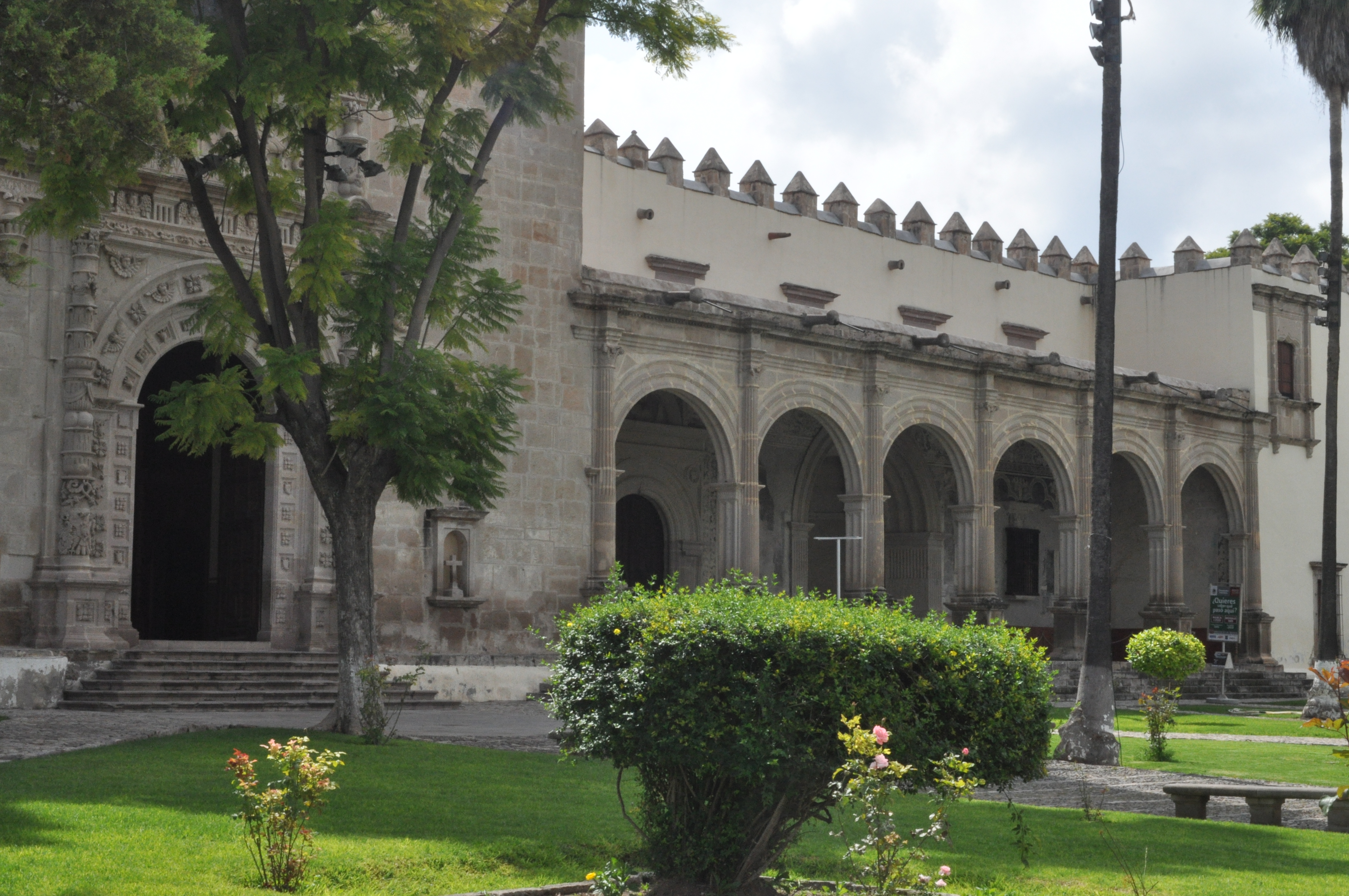
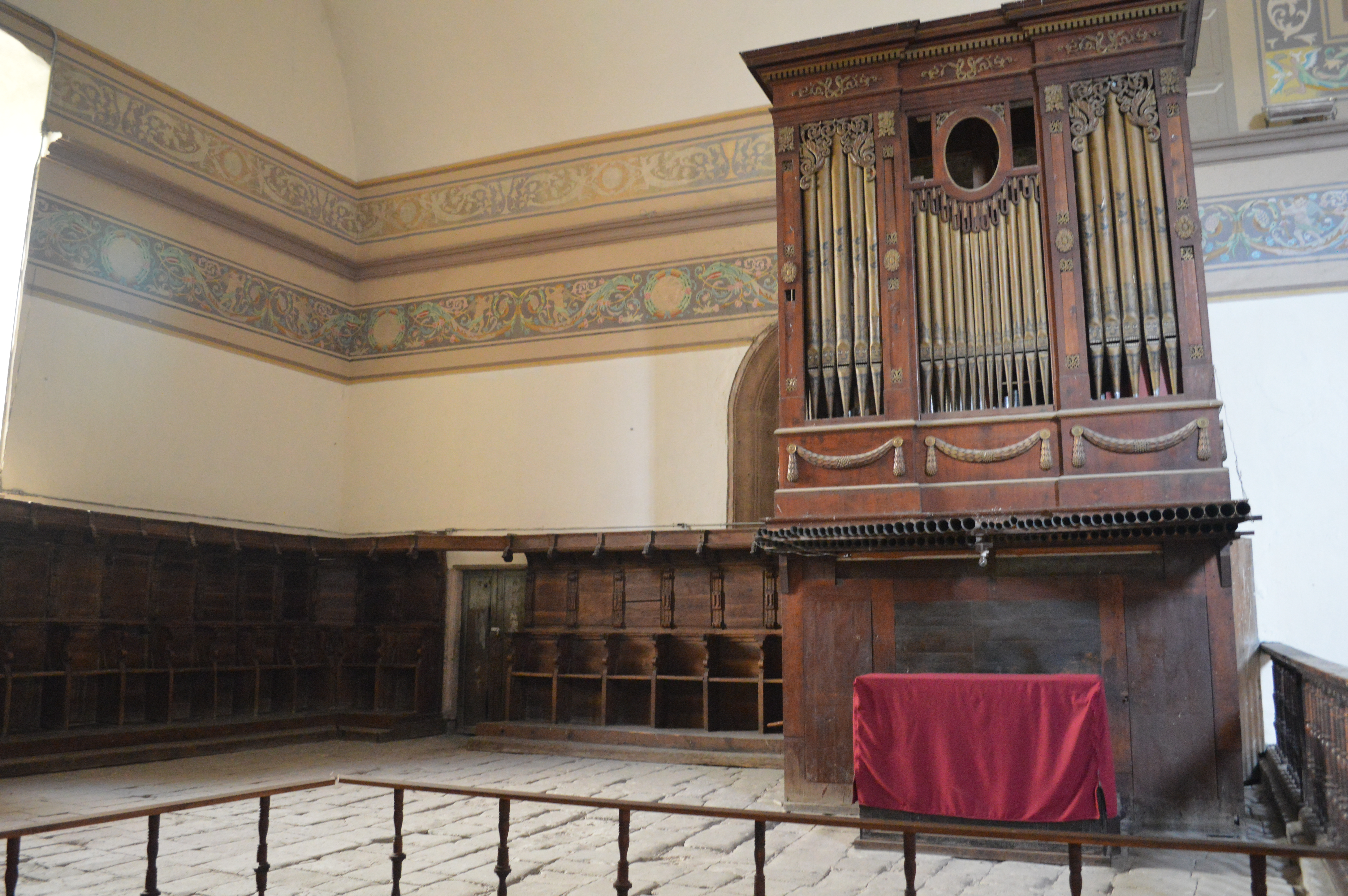
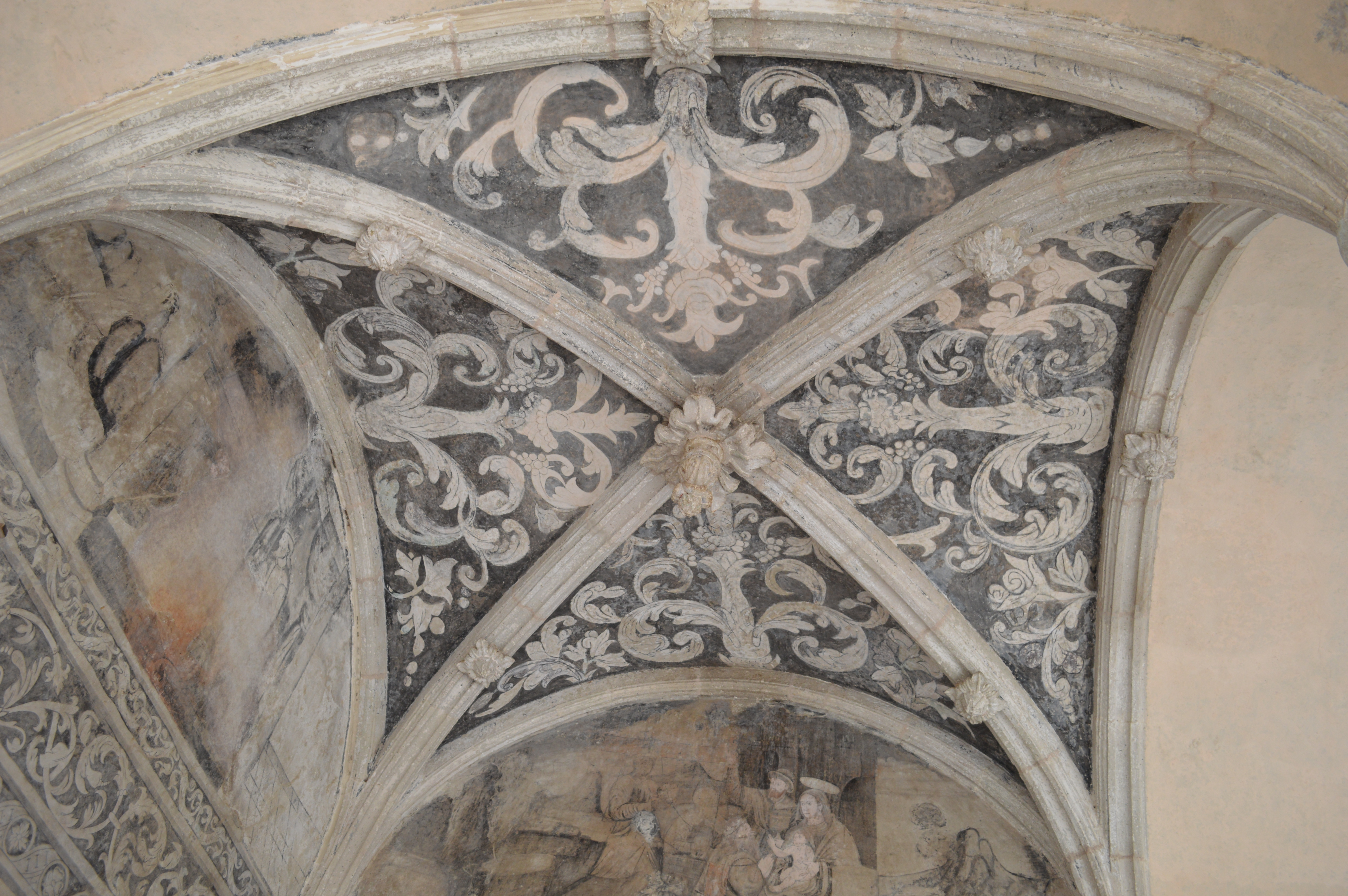
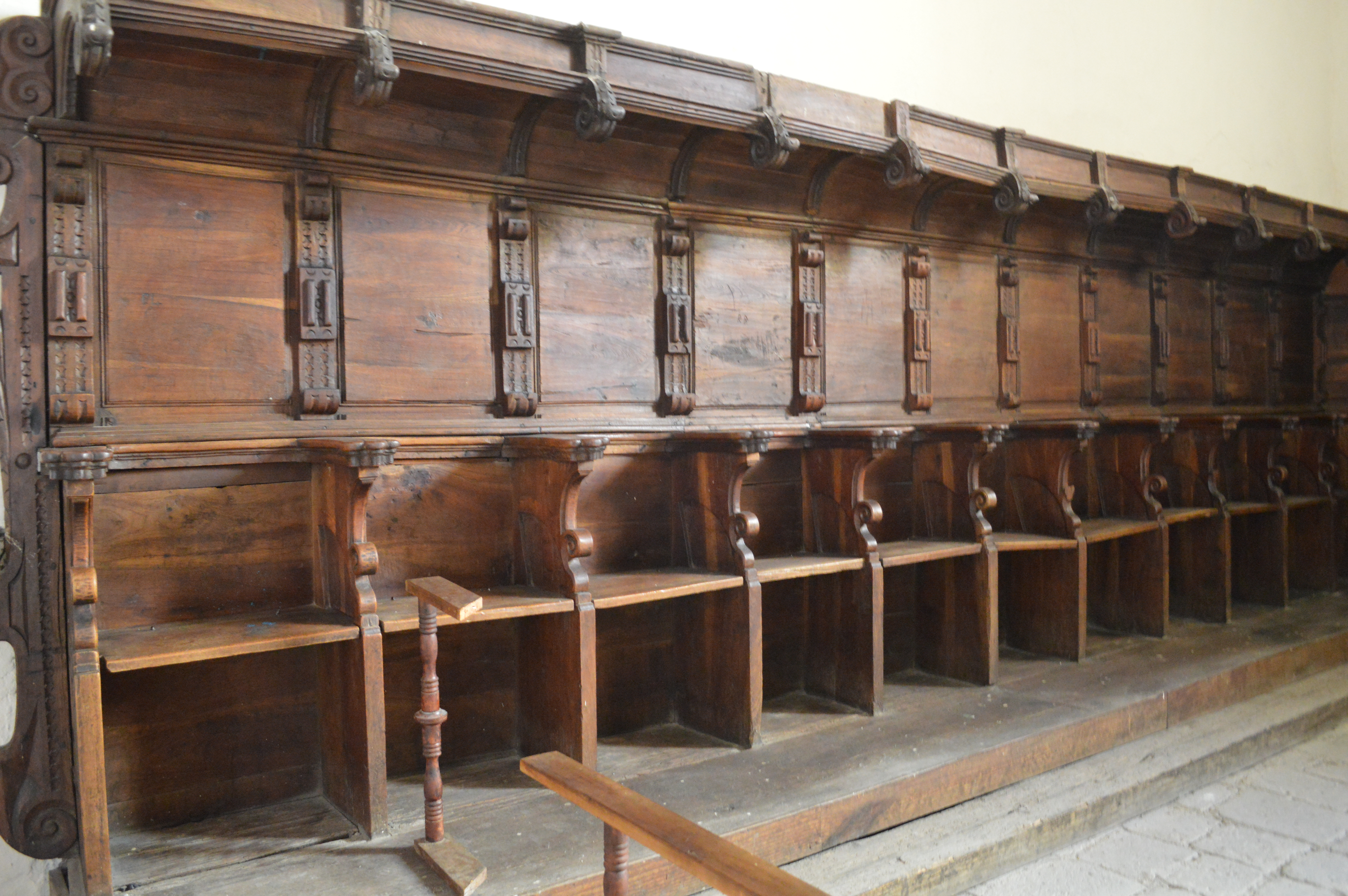
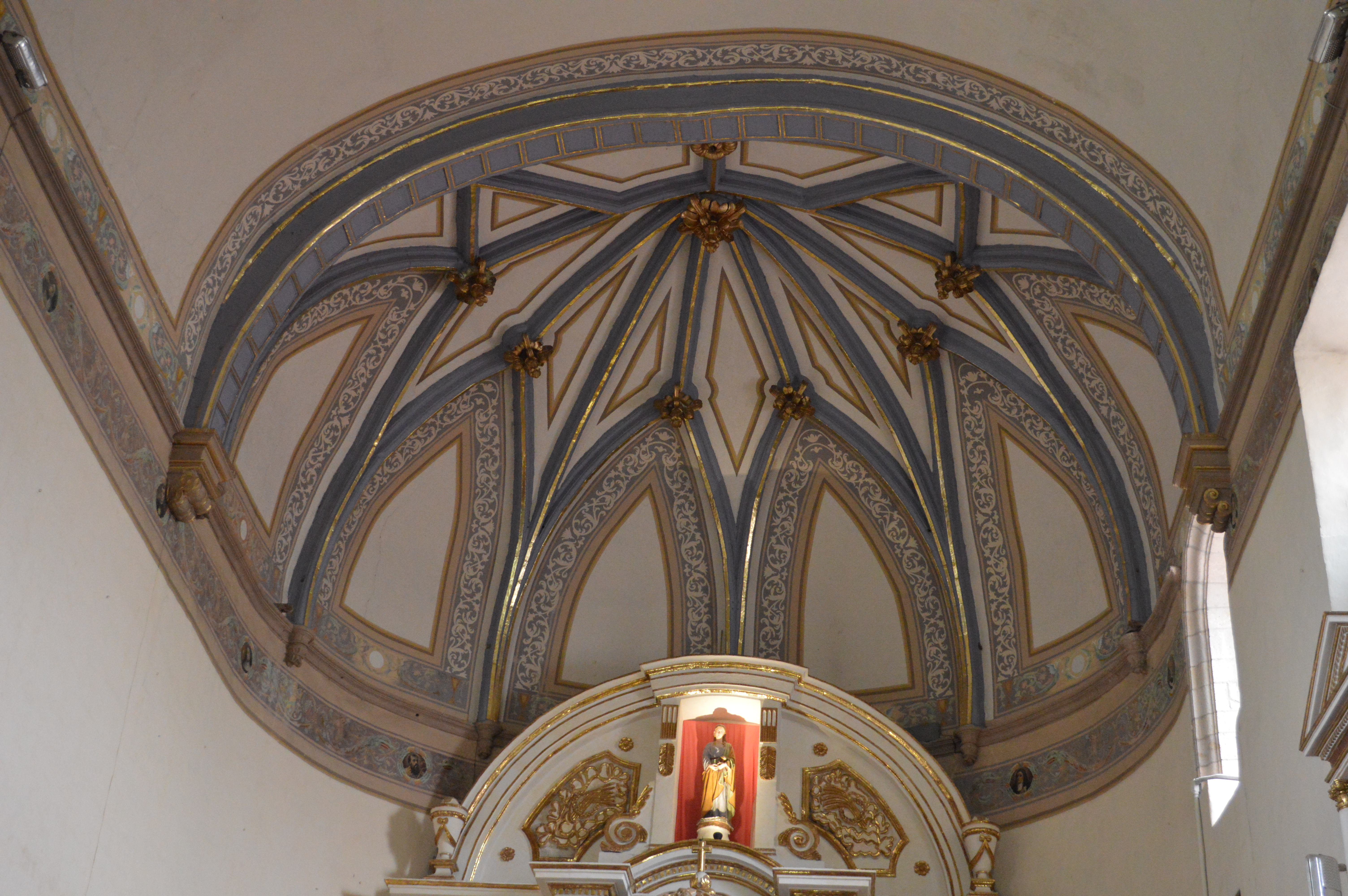
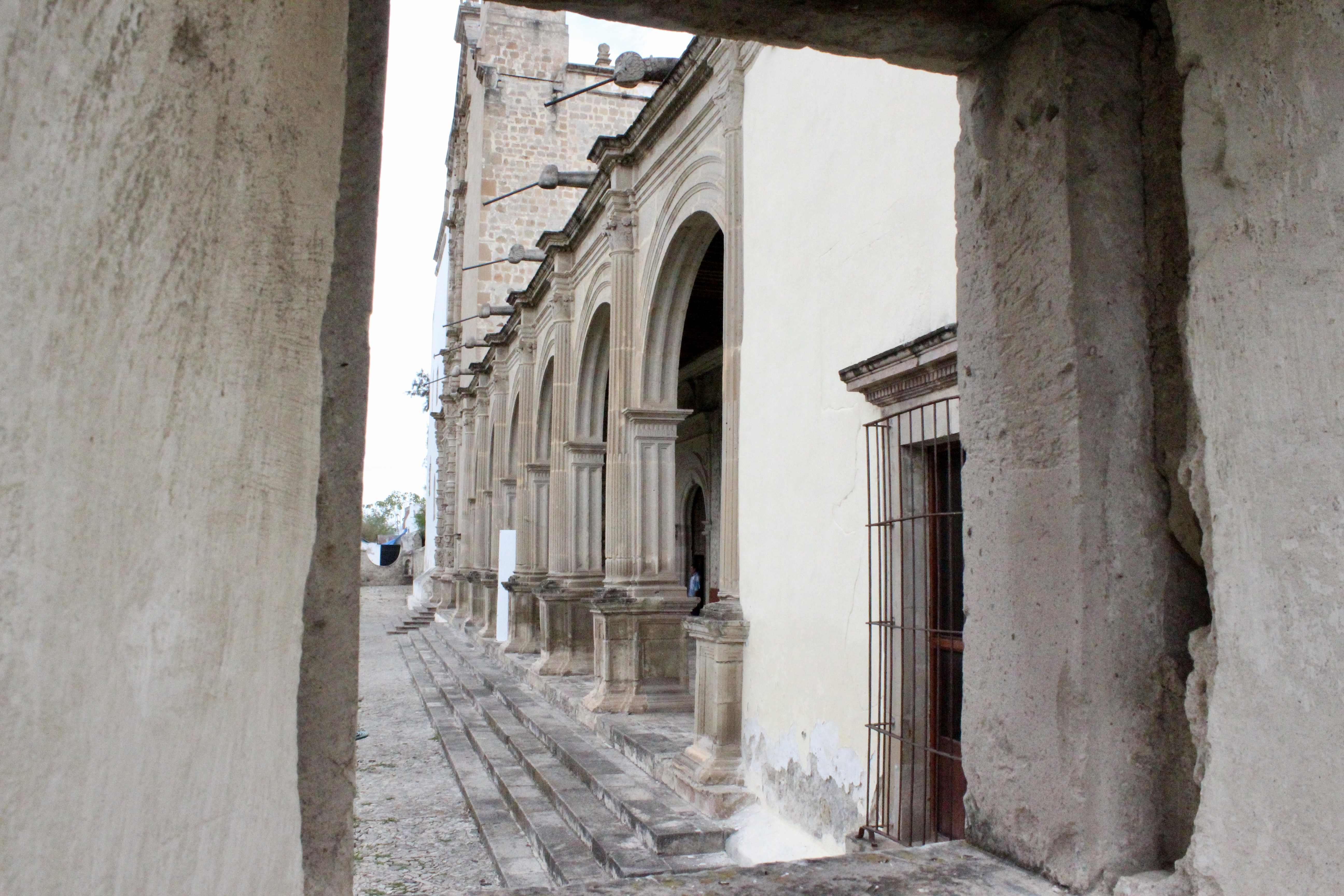
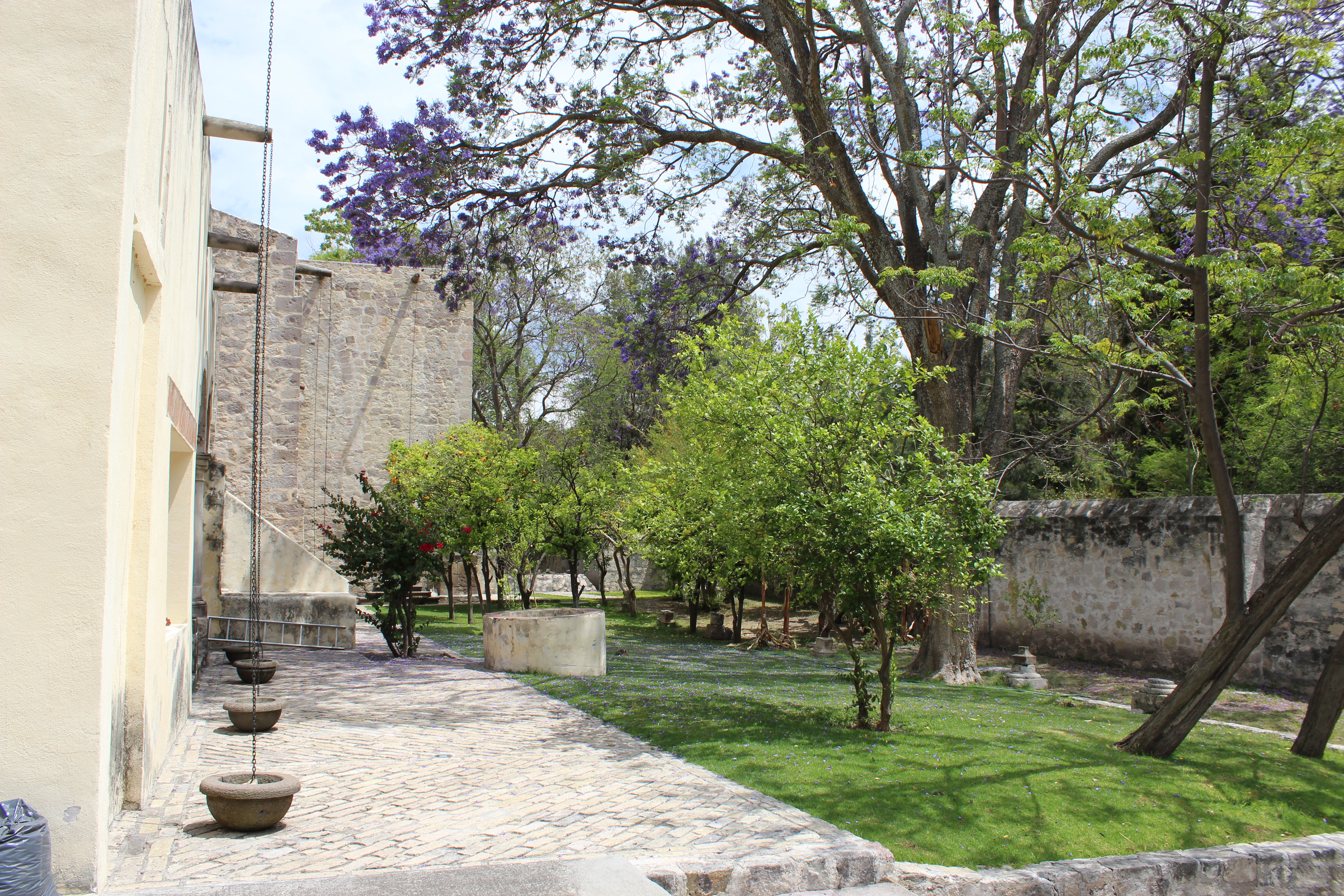
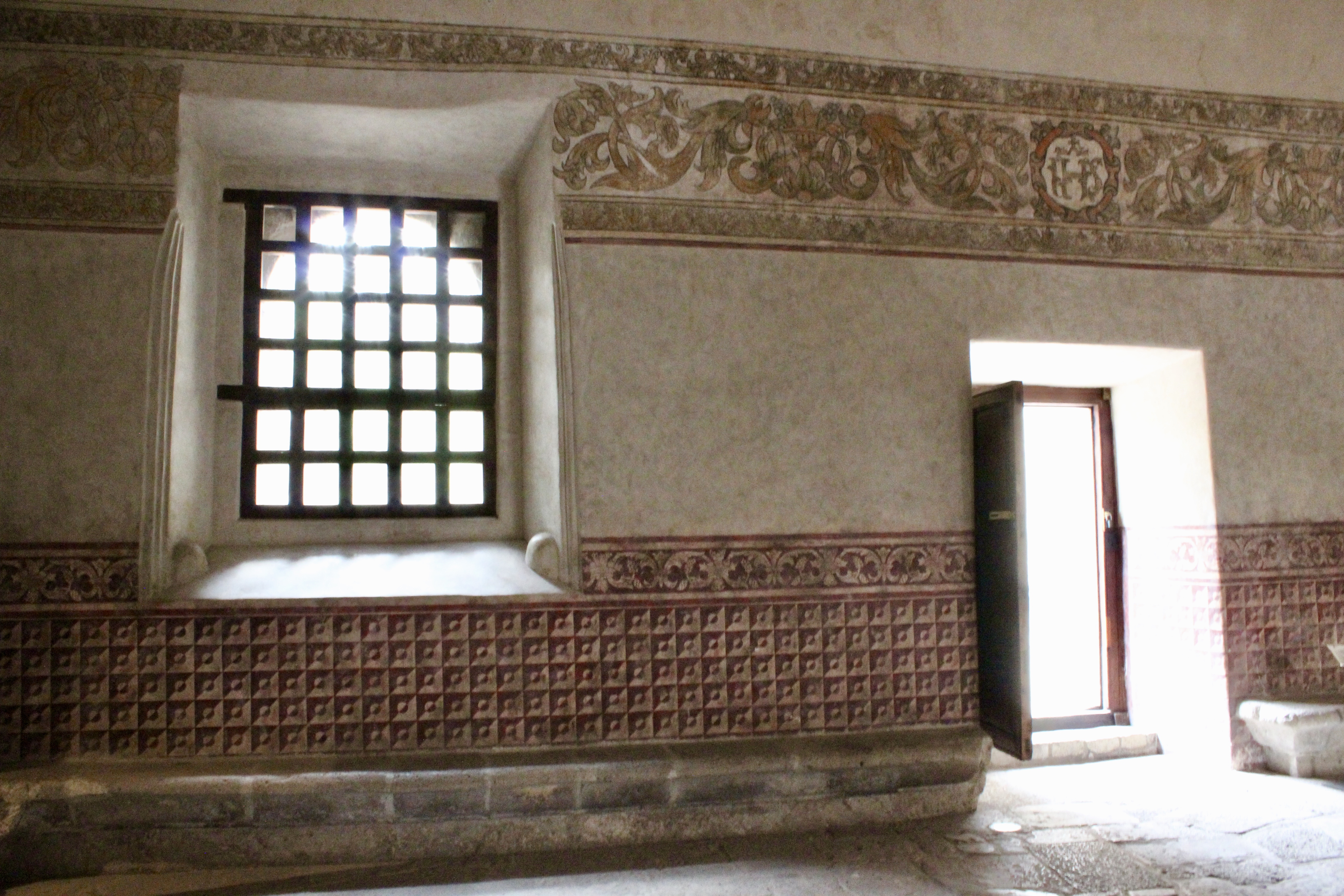
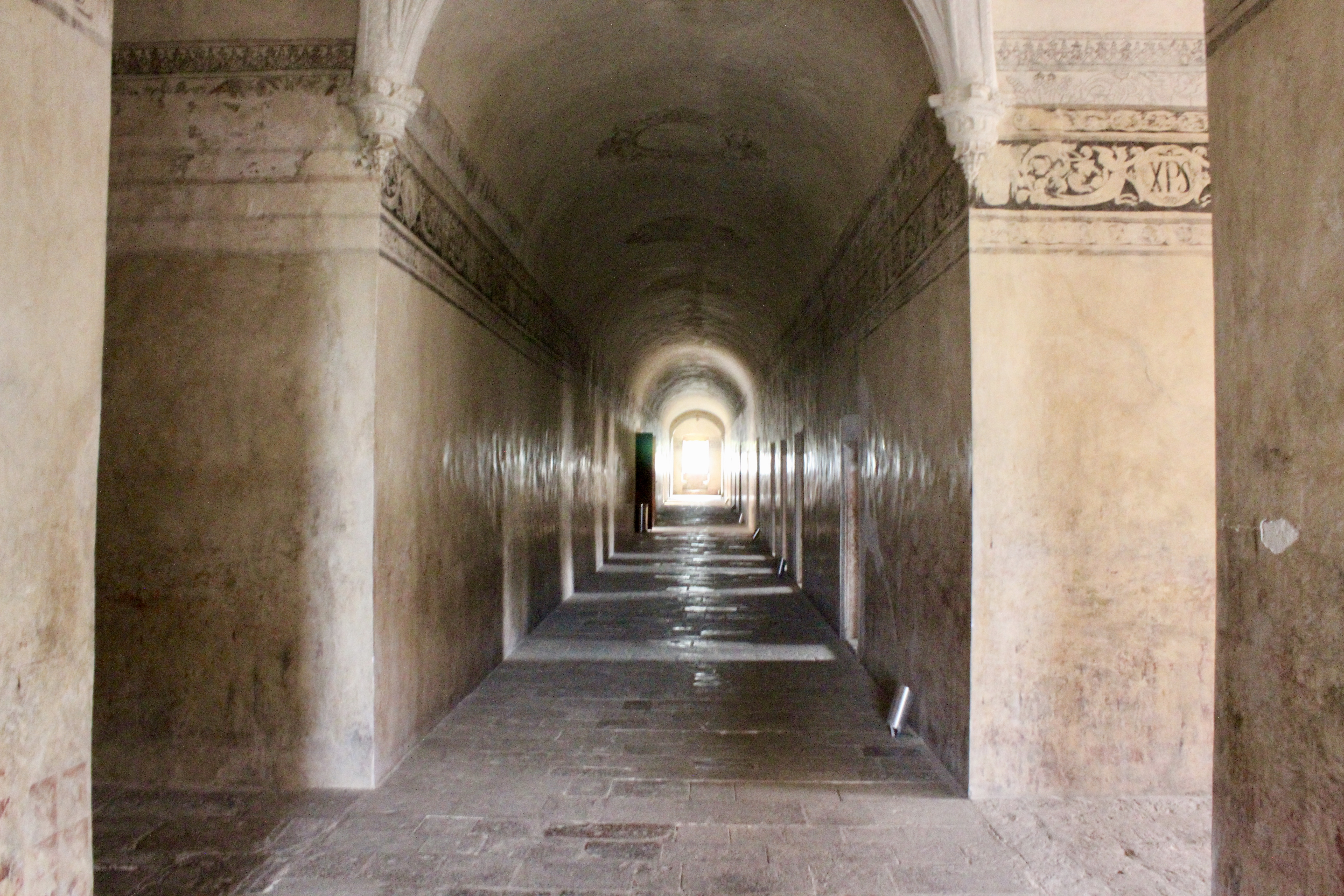
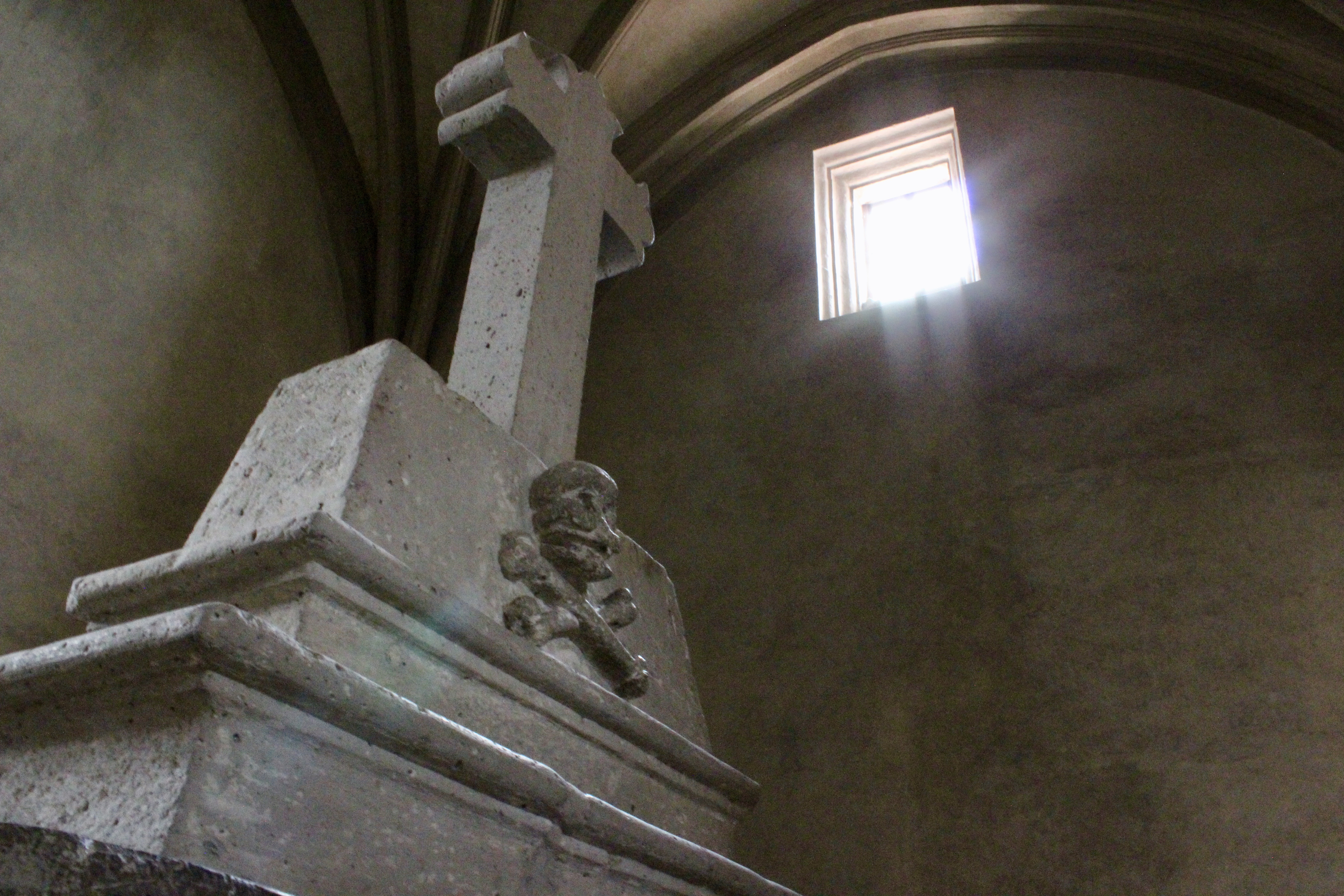
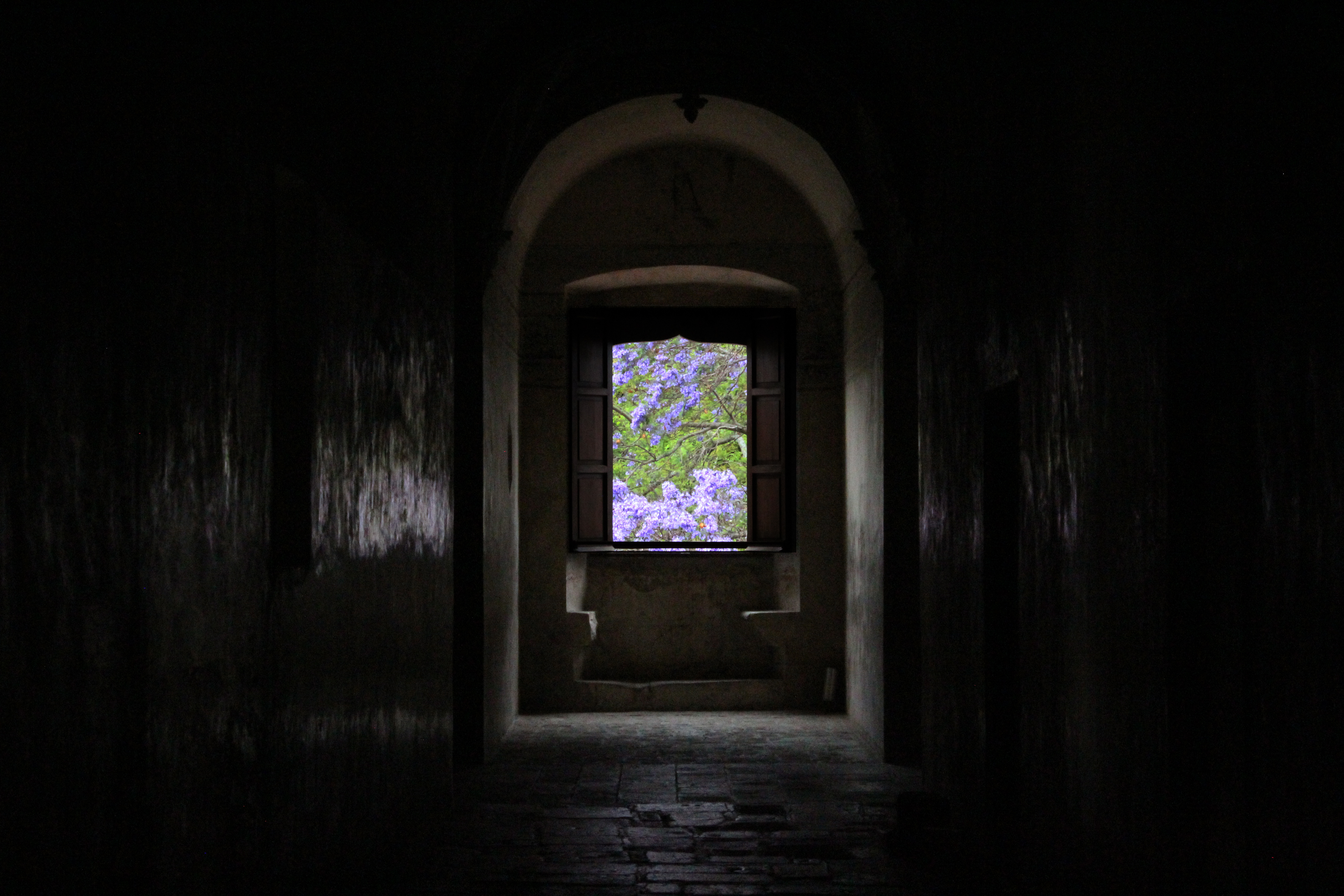
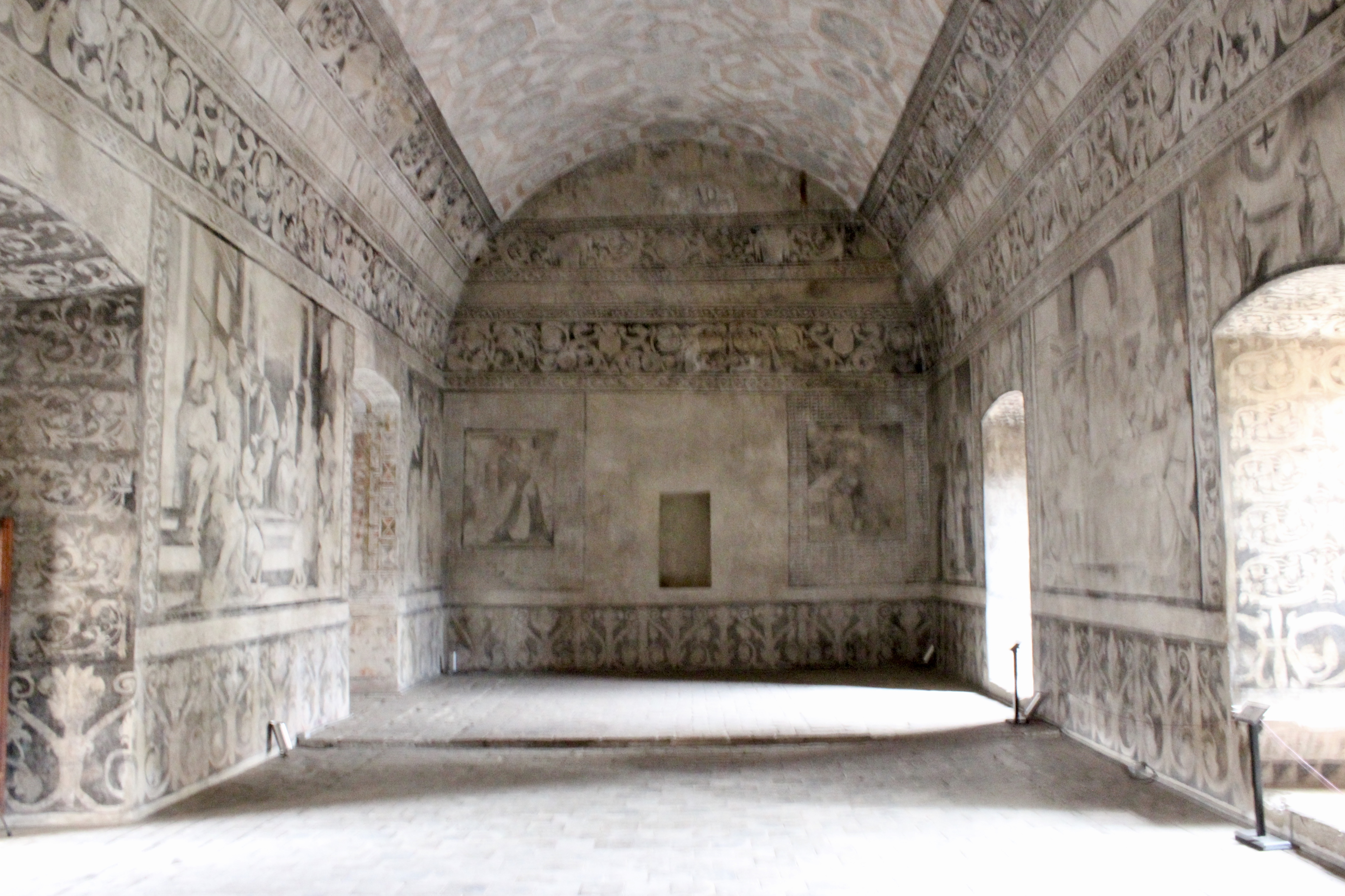
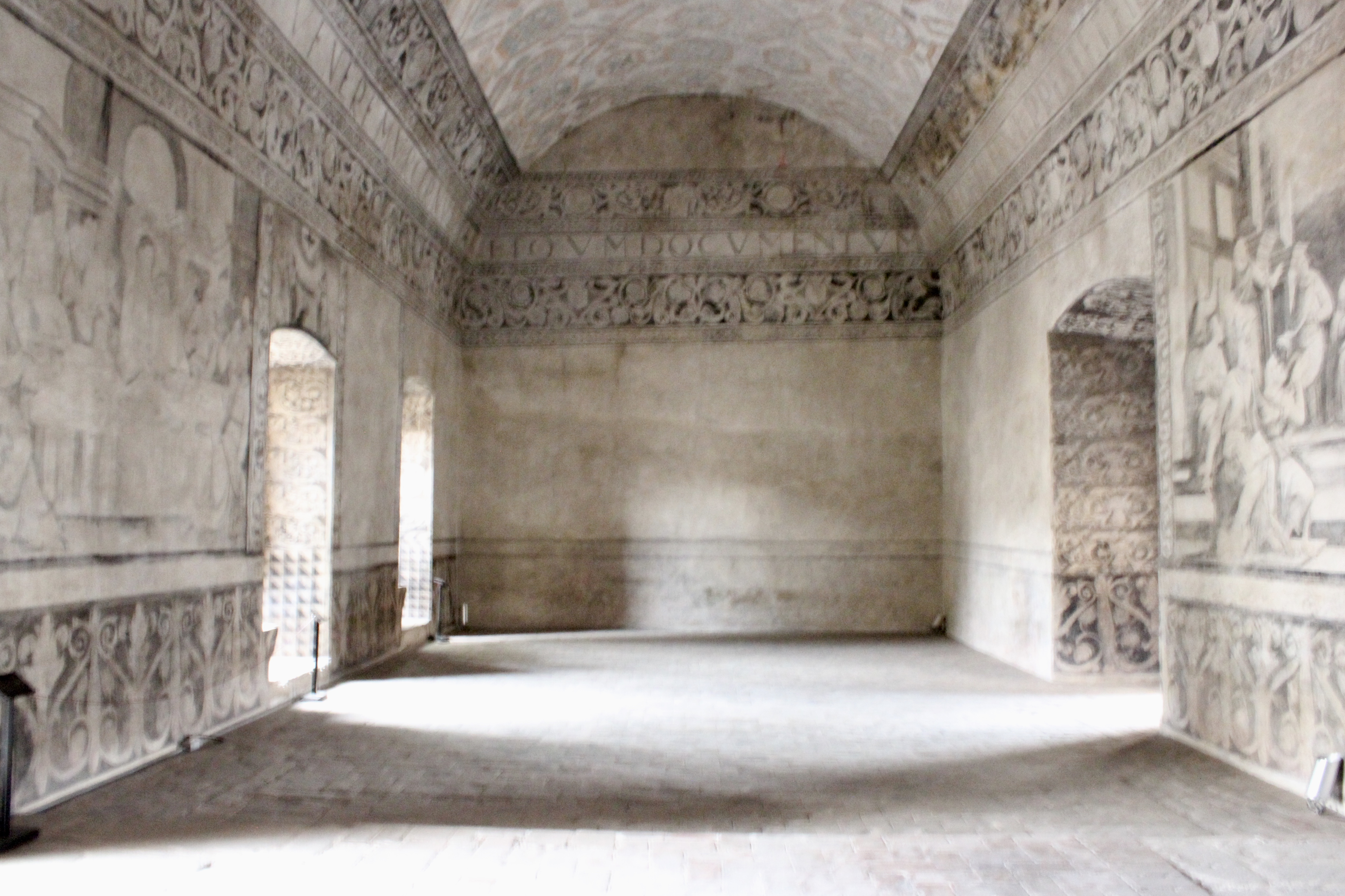